# 오목눈이
오목눈이(long-tailed tit)는 오목눈이과에 속하며 학명은 Aegithalos caudatus이다. 국내에서는 산림, 주거지, 공원 등에서 흔하게 볼 수 있는 텃새이다.
흔히 뱁새라고 불리는 붉은머리오목눈이는 참새목 붉은머리오목눈이과 붉은머리오목눈이속에 속하는 새로서, 오목눈이와는 구별해서 보아야 한다.

## 어원
Aegithalos는 그리스 어 aigithalos에서 유래하며, 박새류를 총칭하는 것이다. 아리스토텔레스는 aigithalos를 세가지로 나누고 있는데 제1류는 박새 가운데 가장 큰 되새 정도의 크기를 말하고, 제2류는 산에서 생활하는 꼬리깃이 긴 새를 말하며, 제3류는 크기가 가장 작은 박새류를 말한다. 여기서 오목눈이는 제 2류에 속한다. 아리스토텔레스의 이 분류는 오목눈이가 산에서 서식하고 꼬리기 긴 새임을 잘 나타낸다. Caudatus는 ‘긴꼬리를 가진 새’라는 뜻이다.
한국에서는 눈이 오목하게 들어간 생김새라고 하여 '오목눈이'라고 부른다.

## 생김새
검은 색의 긴 꼬리가 특징으로, 몸길이는 14센티미터인데 꼬리길이가 8센티미터에 이른다. 영어이름에도 ‘꽁지가 긴(long-tailed)’이라는 말이 들어간다. 몸무게는 6~8그램이다. 뚜렷한 검은 눈썹선이 눈앞에서 등의 검은 깃털로 이어져 있고, 뺨은 흰색이다. 눈 위쪽에 노란 눈테가 있다. 날개는 검은색과 흰색을 띠고, 등은 옅은 분홍색, 배는 흰색이다. 암수가 똑같이 생겨 성별 구분은 힘들다.
어린 오목눈이는 성조에 비해 몸 윗면의 분홍빛이 약하고 날개깃의 흰 부분이 적다. 꼬리는 성조보다 짧다. 눈 위쪽에는 주홍색 눈테가 있다. 머리 양옆 깃털은 흑갈색이다.

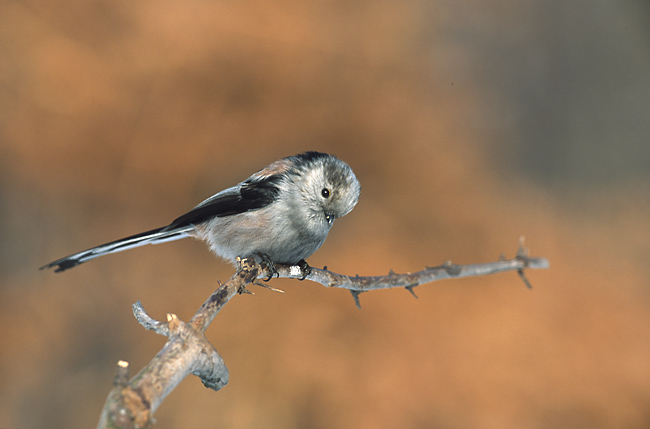
스칸디나비아 종, 성체
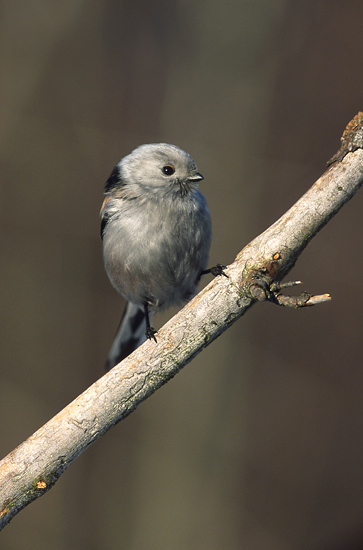
스칸디나비아 종, 성체
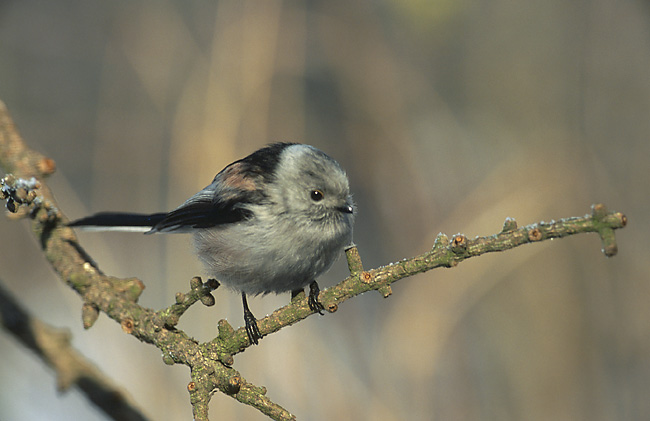
스칸디나비아 종, 성체
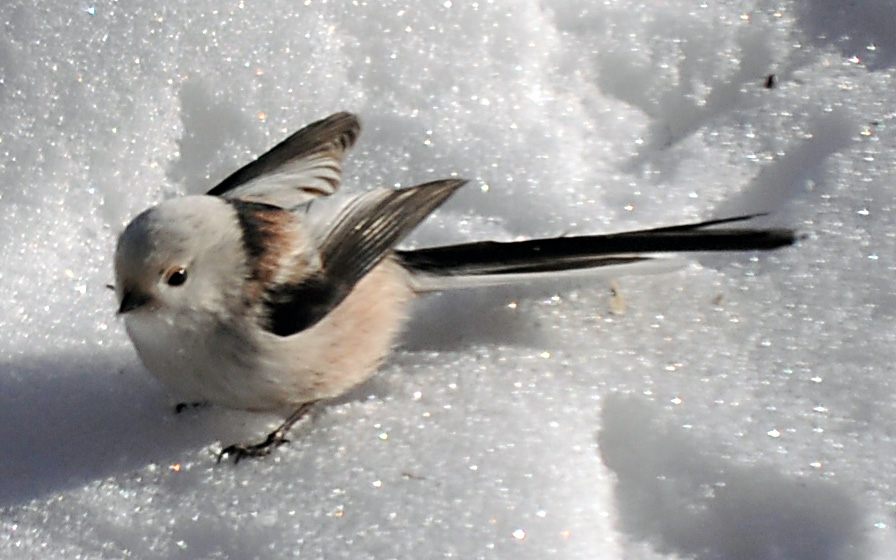
스칸디나비아 종

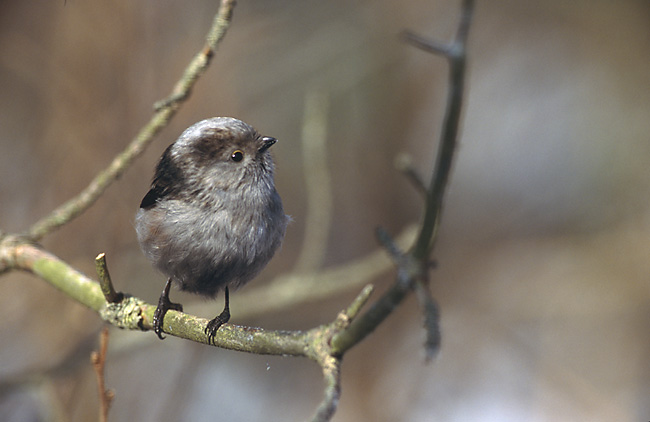
대륙 종, 성체
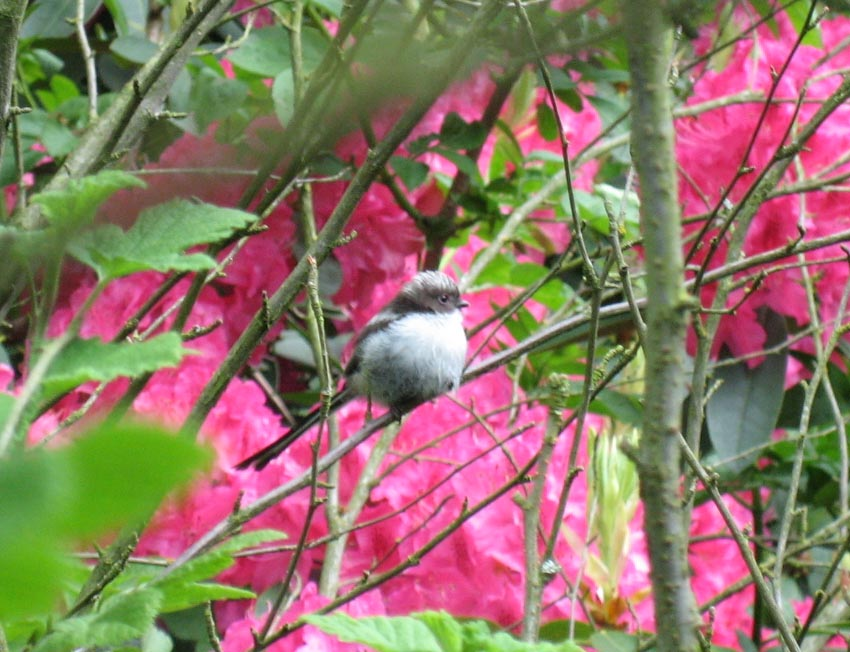
미성숙체
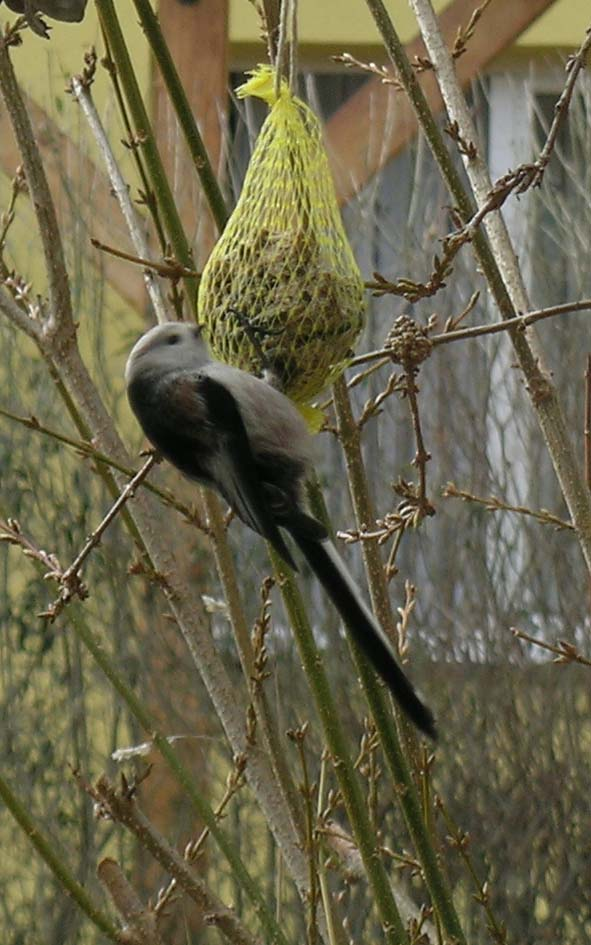
대륙 종
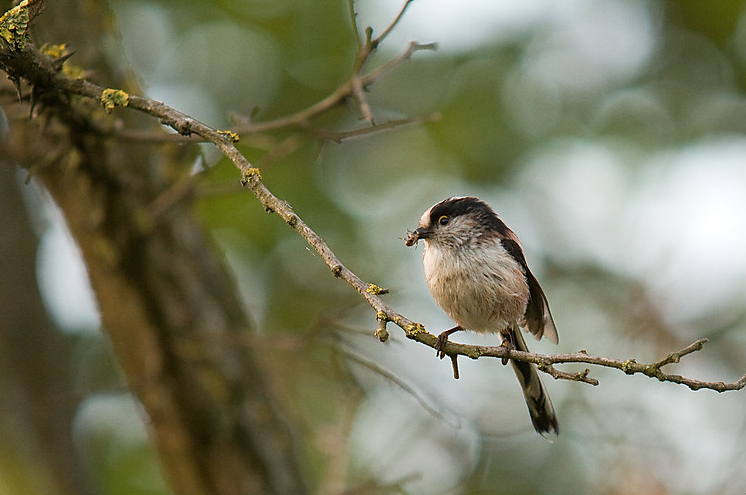
대륙 종
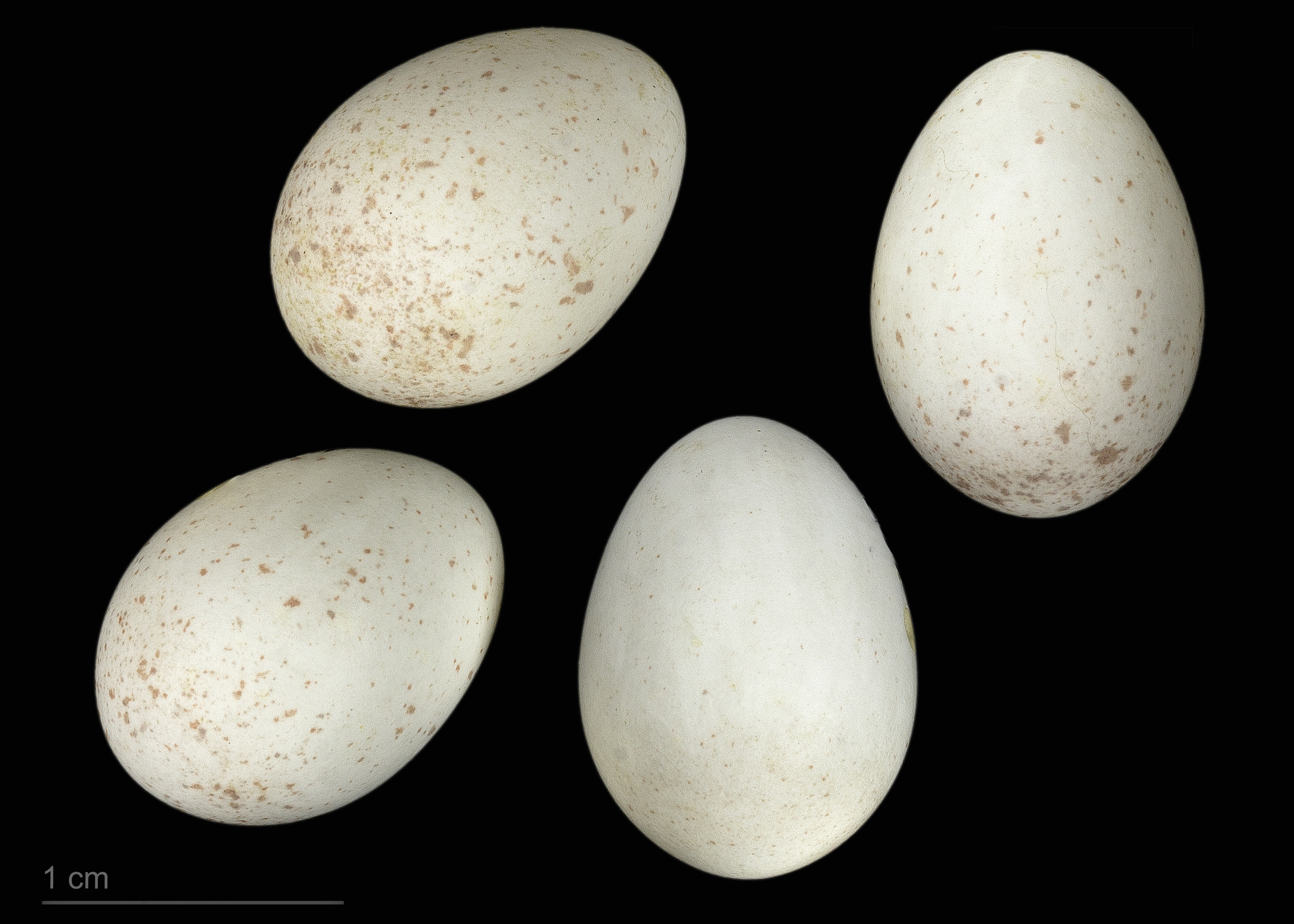
Aegithalos caudatus

## 분류
오목눈이는 원래 박새과에 속해있다가 오목눈이과로 분리되었다. 오목눈이과의 하위 속으로는
- 오목눈이속(Aegithalos)
- 미국오목눈이속(Psaltriparus)
- 자바오목눈이속(Psaltria)

이 있다. 이 세가지 속만이 북부 유라시아의 오목눈이과를 대표한다. 오목눈이는 전세계적으로 19가지 다양한 아종이 있으며, 이들을 크게 3가지 종(種)으로 분류할 수 있다.
- caudatus종 : 북유럽과 아시아에 분포한다.
- europaeus종 : 남부와 서부 유럽, 중국 북동쪽과 일본에 분포한다.
- alpinus종 : 유럽 지중해 지역, 남서부 아시아에 분포한다.

이 종들이 서로 만나는 영역에서는 매우 다양한 혼종(hybrids)이 나타난다.
국내에는 caudatus종이 서식하며, 그 중에서도 세 가지 아종이 서식하는 것으로 기록되어 있다.
- 오목눈이 - A.c.magnus: 한반도,대마도 서식
- 제주오목눈이 - A.c.trivirgatus: 일본 혼슈, 제주도 서식
- 흰머리오목눈이 - A.c.caudatus: 유럽에서 캄차카에 이르는 지역, 남쪽으로 몽골북부, 아무르, 우시리, 중국북부, 사할린, 일본 북해도 서식

오목눈이는 양쪽 눈위에 2개의 넓은 검은색 줄이 있는 종으로, 가장 흔하게 발견된다. 제주오목눈이는 몸이 작고 가슴에 희미한 갈색 얼룩점이 있다. 흰머리오목눈이는 겨울철에, 매우 드물고 불규칙하게 찾아온다. 머리와 목이 완전히 흰색이며 가슴에 흑갈색 얼룩무늬가 없다. 꼬리가 오목눈이보다 길다.

## 분포 및 서식지
오목눈이과는 온대 북부 유럽과 아시아 전역, 아한대 북유럽 지역과 남부 지중해 지역까지 전세계적으로 널리 분포한다.
임지나 산림, 농촌, 도시의 공원 등 다양한 곳에서 흔하게 발견되며, 주로 나무 위에서 생활한다.

## 생태

### 생활과 번식
평상시에는 네다섯 마리 또는 열 마리씩 무리를 짓고, 박새류와 섞여 함께 생활한다. 박새류는 가을부터 겨울에 걸쳐 무리를 지어 숲 속 여기저기를 옮겨 다닌다. 한겨울의 조용한 숲에서는 ‘쭈릿-쭈릿-‘하며 가지에서 가지로 옮겨다니는 오목눈이를 볼 수 있다. 때로는 쇠딱다구리가 나무 줄기를 쪼면서 무리의 뒤를 따라가기도 한다. 이를 박새류의 혼군(混群)(또는 혼성군)이라고 부른다.
번식기에는 암수가 쌍을 이루어 무리에서 따로 떨어져 나와 생활한다. 알을 낳는 시기는 4월에서 6월까지이고 한 배의 산란 수는 7~11개이다. 알을 품는 기간은 13~15일이다. 깨어난 새끼는 14일이면 둥지를 떠난다.
오목눈이의 둥지 짓는 실력은 타의 추종을 불허한다. 둥지는 0.5~10미터 높이의 관목이나 교목의 가지 사이나 나무 줄기에 만드는데, 이끼류와 곤충의 고치를 물어다가 둥지를 만든 다음 거미줄로 밀착시킨다. 거미줄을 이용한 둥지는 내구성은 물론 탄력과 보온성도 뛰어나다. 그리고 겉은 나무 껍질로 씌워 긴 타원형의 자루 모양으로 만들어서 마치 나무의 혹처럼 보이게 한다. 출입구는 위쪽에 자신만 겨우 드나들 정도로 작게 만들며, 안쪽에는 짐승의 털과 수백 개의 작은 깃털로 알자리를 만든다.
오목눈이는 주로 나무 위에서 생활한다. 나무 위의 높은 꼭대기에서 무리를 짓고, 관목 숲이나 작은 나무의 아랫가지에서 주로 먹이를 찾는다. 작은 나뭇가지 끝에 매달리거나 매우 활발하게 움직이면서 ‘찌리, 찌리, 찌리’하거나 ‘쮸리, 쮸리, 쮸리’하는 소리를 내며 울기도 한다. 한자리에 오랫동안 머물지 않고 계속 이동하는 습성이 있다.

### 먹이
곤충류를 주로 먹지만 식물의 종자와 곡식도 섭취한다. 새끼에게는 거미를 많이 먹인다.

## 참고 문헌
- Harrap and Quinn, Tits, Nuthatches and Treecreepers ISBN 0-7136-3964-4
- Mullarney, Svensson, Zetterstrom and Grant, Collins Bird Guide ISBN 0-00-219728-6
- 박종길,서정화, 한국의 야생조류 길잡이 산새 ISBN 978-89-7668-141-6
- 원병오, 날아라 새들아, ISBN 89-7766-026-2
- 장석신(지음), 원병오(감수), 동궐의 우리 새, ISBN 978-89-90620-26-2
- 최순규, 화살표 새 도감, ISBN 978-89-97429-71-4
- 이우신/김수만, 우리 새 백가지, ISBN 89-323-1342-3